# 伊坦·弗洛美
《伊坦·弗洛美》（Ethan Frome，或伊登·弗洛姆）是普利策奖得主、美国作家伊迪丝·华顿于1911年出版的小说。小说的地点设在虚构的麻省小镇斯塔克菲尔德。1993年，小说被改编为同名电影。吕叔湘曾经对该小说进行过翻译。

## 剧情
《伊坦·弗洛美》将背景设在了虚构的新英格兰小镇斯塔克菲尔德(Starkfield)，由一个无名的叙述者讲述与伊坦·弗洛美(Ethan Frome)的偶遇，后者怀揣梦想抱负，但在颇具反讽的事故中遭到严重打击。叙述者从在弗洛美家中避雪时的观察开始了自己的讲述。
小说大量使用了倒叙的文学手法。第一章的开始时一个无名的男性叙述者在斯塔克菲尔德过冬。他碰巧得知一个神秘的当地人伊坦·弗洛美，后者在二十四年前的一场可怕的“重击”中严重受伤。弗洛美被描述为“斯塔克菲尔德最为引人注目的形象”，“一个人的毁灭”，但“随意的眼神充满力量... 虽然残疾使他每一步都好似锁链的震颤”。
叙述人没能从当地人那里获得更多的细节。然而，当他雇佣弗洛美为他驱车一星期时，一场猛烈的暴雪迫使弗洛美带着叙述人回家躲避。正当两人进入弗洛美家的时候，第一章结束了。第二章则回到了二十四年前；叙述方式也从第一章的第一人称叙述改为有限的第三人称叙述。伊坦正在教堂外等马蒂·西维尔(Mattie Silver)跳舞回来。马蒂是他妻子的堂妹，由于妻子泽娜生病，她与伊坦和泽娜（Zeena，或Zenobia）同住，帮助料理家室。因为马蒂免费照料弗洛美一家，所以她可以时常进城消遣，而伊坦则习惯性地陪她回家。很明显，伊坦对马蒂的感情很深，同样地，泽娜对此感到十分怀疑，而且深表反感。

当泽娜到临近的镇子里接受为期两天的治疗时，伊坦为能与马蒂在晚上独处而感到兴奋。然而，两人什么话也没说，也没有互相表白。弗洛美的猫打碎了马蒂放在桌子上的碟子，这是泽娜最珍爱的腌菜碟。伊坦将碟子的碎片收到了橱柜里，打算以后修复它。他压抑着自己对马蒂的感情。
早上，伊坦打算向马蒂表白，但是雇工的出现让他的打算泡了汤。伊坦跑到城里买修理碎片的胶水，但当他回来时发现泽娜已经到家。泽娜告诉伊坦她的健康恶化了，打算打发马蒂回去，雇佣一个更高效的女仆来代替她。将要失去马蒂点燃了伊坦的热情，他在厨房里找到马蒂，告诉泽娜的计划。但泽娜突然出现，并发现了破碎的腌菜碟，感到十分愤怒，更加坚定了打发走马蒂的决心。
伊坦想与马蒂私奔，但他没有足够的钱。第二天早，泽娜宣布雇工的计划，并辞退马蒂。伊坦冲到镇子上，要求顾客提前为木材付款，以准备私奔的钱。然而，当他顾客的妻子赞美了他对病中的泽娜无微不至的照顾与耐心时，伊坦感到十分愧疚。
伊坦回到了农场，送马蒂去火车站。他们停在了小山坡上，在那里他们曾经提议过滑雪，并决定再次这么做，虽然滑道上树太多，十分危险。在试滑了一次后，马蒂建议集体自杀：他们一道滑向一棵树，享受彼此在一起的最后一刻。伊坦虽然反对，但是最终屈服，与马蒂一道滑向终点。在滑到最后时，泽娜的面庞突然出现在伊坦脑海里，使得伊坦在最后一刻急转弯，但是最终撞向了一颗榆树。当伊坦再次醒来时，发现他俩都还活着，马蒂在一旁痛苦地呻吟着。伊坦偏瘫了，行动出现困难，这就是小说开头所谓的“重击”。
小说最后一章回到了第一章的第一人称叙述：二十年后，弗洛美与叙述者走进了弗洛美的家中。马蒂依然与弗洛美共同生活，但她也瘫痪了。她的性格变得“酸楚”，而泽娜必须照顾他们两个人。

## 象征
《伊坦·弗洛美》使用了许多象征作为自己的文学手法。类似于纳撒尼尔·霍桑的《红字》(背景也在新英格兰)，伊迪丝·华顿使用红色与麻省的雪白背景来象征马蒂的魅力与活力，对比泽娜的压抑，以及她在整体上对伊坦的诱惑。华顿使用猫和腌菜碟来象征伊坦与泽娜失败的婚姻；猫象征着伊坦与马蒂独处时泽娜的在场，当它打碎腌菜碟时，这象征着婚姻最后的破碎，以及马蒂与伊坦快速滑向淫乱的终结。

## 主题
伊坦这个人物经历了一个完整的轮回，从沉默的欲望到行动，又被生活环境所迫回到安静的屈服。小说更加突出的是新英格兰乡村工人阶级不为人知的印象，而它的作者却是一个有闲阶级的女士。麻省小镇则代表了荒凉、寒冷、恶劣的环境。

## 与作者的关系
《伊坦·弗洛美》是伊迪丝·华顿在麻省莱诺克斯的家The Mount（页面存档备份，存于）时写的。故事可能是根据她在1904年莱诺克斯听到的事故改编而成：真实的事故当中有五个人：四位女孩，一位男孩。他们从法院小丘(Courthouse Hill)上滑下，撞向了路灯。名为黑兹尔·克罗斯比(Hazel Crosby)的女孩死于这场事故。另一个女孩凯特·斯宾塞(Kate Spencer)在莱诺克斯图书馆工作时，与华顿成为朋友，后者从斯宾塞那里得知了相关情况。“伊坦·弗洛美”最初是华顿在巴黎学习时的法语作文，它是华顿更多小说中少数使用乡村背景的作品。小说中的另一特色是故事套故事：叙述的内容是一个人物在讲故事。读者首先读到叙述者遇见伊坦·弗洛美，然后得知事故及来龙去脉。
华顿常常到访莱诺克斯并与事故中的一位受害人进行了接触。伊坦和马蒂无法逃离他们在斯塔克菲尔德沉寂的生活。土地与人民之间的联系是小说反复出现的主题。叙述者因斯塔克菲尔德残酷的冬季而倍感吃惊，通过对冬季的切身体验他明白了当地人的特点。华顿在小说中提到了新英格兰“裸露的花岗岩”，象征着土地与人民所面临的残酷现实。土地与人民之间的联系正是自然主义的一部分；环境强横地左右着人们的命运吗，而小说通过反复描述斯塔克菲尔德冬季的力量与残酷来揭示这个关系。

## 反响
莱昂内尔·特里林批评小说缺乏道德价值。《纽约时报》称《伊坦·弗洛美》是本“引人入胜、让人挥之不去的故事”。伊迪丝·华顿是有能力写出受欢迎的小说的，而这部小说独树一格。伊坦·弗洛美这个角色不属于上流精英社会，然而他所遇到的问题是普世的。主角必须选择是否完成自己的责任或是随心所愿。有的评论家认为小说是一部隐蔽的自传。他们将小说中伊坦与他妻子的处境和华顿与她丈夫爱德华·罗宾斯·华顿（泰迪）不快乐的婚姻联系了起来。在二十世纪早期，当伊迪丝写这部小说的时候，她仍然处在婚姻当中。华顿根据麻省莱诺克斯的事故写了《伊坦·弗洛美》；她常常到访莱诺克斯，并与事故中的一位受害者有过接触。华顿发现悲剧性自杀滑雪是不恰当暗恋的潜在暗喻发展。然而，评论家莱昂内尔·特里林认为结局“难以深思”，但称“任何思考对此无能为力，我们只能忍着”。
杰弗里·利尔本(Jeffrey Lilburn)注意到有些人认为“华顿笔下的人物所遭受的苦难过重，而且不公”；但是，另一些人认为，对伦理问题的讨论过于困难，并称“小说指出了美国经济与文化的现实造成了这种痛苦，并允许了它的存在。”莱昂内尔·特里林和其他评论家发现，小说没有道德内涵，但是伊丽莎白·安蒙斯(Elizabeth Ammons)对此表示否定。华顿很巧妙地将伊坦·弗洛美的遭遇写成他人讲述的一个故事而不是简单的小说本身。评论家在研究这本小说时的确注意到了这点。安蒙斯将小说与童话故事对比，发现故事“与经典童话一样具有道德价值”，并有“现实社会批判作用”。根据安蒙斯的描述，小说的道德概念来自是斯塔克菲尔德冰冷而残酷的背景。她进一步对比了马蒂和泽娜·弗洛美两个人物。安蒙斯辩称如果妇女被与世隔绝、无法自立，那么马蒂将会像泽娜一样冰冷颓废。莱昂内尔·特里林写道华顿使马蒂残疾但依旧让她活着，这反应了文化的残酷，而不是作者本人。

## 脚注
1. ↑  Canby, Vincent. . The New York Times. 1993-03-12  [2008-02-11]. （原始内容存档于2011-05-19）.
2. ↑  . SparkNotes. 2006  [2008-02-11]. （原始内容存档于2008-02-08）.
3. 1 2  . SparkNotes. 2006  [2008-02-11]. （原始内容存档于2008-02-08）.
4. 1 2  Bellman, Samuel Irving. . Twayne's Masterwork Studies (New York, New York: Twayne Publishers). 1993  [2013-07-20]. （原始内容存档于2005-08-19）.
5. ↑   (PDF).   [2013-07-20]. （原始内容存档 (PDF)于2012-03-04）.
6. ↑  SparkNotes Editors. “SparkNote on Ethan Frome.” SparkNotes.com. SparkNotes LLC. 2003. 9 February 2010.
7. ↑  Lewis, R.W.B. Edith Wharton: A Biography. New York: Harper & Row, Publishers, 1975.
8. ↑   (PDF). The New York Times. October 8, 1911: BR603  [2008-02-11]. （原始内容存档于2012-10-22）.
9. ↑  "Review of Ethan Frome" （页面存档备份，存于）. NovelGuide: Ethan Frome. Novelgide.com, n.d. 24 February 2010.
10. ↑  Lilburn, Jeffrey. "Ethan Frome (Criticism)." Answers.com. Retrieved 2010-02-24.